# Samsung Galaxy
Samsung Galaxy – seria produktów koreańskiej firmy Samsung, obejmująca smartfony, smartwatche i tablety. Pierwszy model „Galaxy” pojawił się w połowie 2009 roku jako jeden z trzech sztandarowych serii Samsunga, obok ówczesnej serii „Wave” (S8500) oraz wysłużonej już „Omnia” (pierwszy model – i900). Kolejnym modelem serii jest dostępny w kolorach: czarnym (Sapphire Black), stalowym (Titanium Grey), białym, brązowym (Amber Brown), niebieskim (Pebble Blue) i czerwonym (Garnet Red) oraz w wersji mini Samsung Galaxy S III oraz Galaxy Note II.

## Telefony
W skład serii Galaxy wchodzą następujące modele telefonów:

### Według nowego nazewnictwa
- I8150 – Galaxy W. Wyposażony w procesor 1.4 GHz, ekran 3.7" 480x800, aparat 5 megapikseli oraz system Android 2.3 Gingerbread.
- I8190 – model Galaxy S III Mini. Od modelu i9300 różni się m.in. wielkością ekranu (4"), procesorem (dwurdzeniowy, 1.0 GHz), czy baterią – 1500mAh.
- I9000 – Oferuje 4.0" ekran SuperAMOLED o rozdzielczości 480x800 pikseli. Ma procesor Hummingbird (1 GHz).
- I9001 – Galaxy S Plus to ulepszenie modelu i9000. Ma procesor taktowany 1.4 GHz oraz baterię 1650 mAh.
- i9070 – tańsza wersja Galaxy S II. Ma 4" ekran, dwurdzeniowy procesor i aparat 5 megapikseli.
- i9060i – Ma ekran 5.0" oraz czterordzeniowy procesor (QuadCore),przedni aparat 5 Mpx i tylny 2 Mpx. został wyposażony w Dual Sim[4]. Jego poprzednikiem jest Samsung Galaxy Grand Neo.
- I9100 – następca Galaxy S. Ma ekran 4.3" SuperAMOLED Plus (480x800 pikseli), oraz dwurdzeniowy procesor Samsung Exynos 4210 (Orion) o taktowaniu 1.2 GHz.
- I9103 – Galaxy R. Ma ekran 4.2" Super Clear LCD, dwurdzeniowy, 1 GHz procesor Nvidia Tegra 2, aparat 5 Mpx z możliwością nagrywania wideo 720p.
- I9210 – udoskonalona wersja Galaxy S II. Ma ekran 4.5" 480x800, dwurdzeniowy procesor 1.5 GHz, a także inny design. Telefon obsługuje łączność 4G (LTE).
- I9230 – zaawansowana wersja modelu I9210. Od oryginału różni się większym ekranem (4.65") rozdzielczością HD (1280x720). Pozostałe podzespoły pozostały bez zmian.
- I9300 – Galaxy S III. Następca modelu i9100, mający 4.8" ekran HD Super AMOLED, czterordzeniowy procesor 1.4 GHz i aparat 8 MPx.
- I9305 – Galaxy S III Neo. Nie różni się niczym od modelu I9300
- I9505 – Galaxy S IV Następca modelu I9300 został wyposażony w 5 calowy ekran Full HD Super AMOLED, ośmiordzeniowy procesor o taktowaniu 1,6 GHz i aparat 13 MPx
- M340S – model zwany Galaxy M (M Style). Ma procesor 1 GHz, ekran 4.0" Super AMOLED czy aparat 3 megapiksele.
- S5360 – Galaxy Y. Ma ekran 3.0", procesor 832 MHz oraz 160 MB pamięci wbudowanej.
- S6310/S6312 – Galaxy Young. Ma ekran 3.27", procesor 1 GHz, interfejs Motion UI i 768 MB pamięci RAM. Model S6312 posiada Dual Sim.
- SM-G900F – Galaxy S5 został wyposażony w 5.1" calowy ekran Full HD, czterordzeniowy procesor o taktowaniu 2,5 GHz i aparat 16 MPx

#### Galaxy Y
(S5360, Young)
Telefon przeznaczony jest dla młodych użytkowników. S5360 nazwany został według nowego sposobu nazewnictwa smartfonów Samsunga. Ma 3.0" ekran LCD TFT, procesor taktowany 832 MHz. Telefon ma 160 megabajtów pamięci wbudowanej i 384 MB RAM. Wyposażono go również w aparat 2 Mpx.

#### Galaxy M
(M340S, Magical)
Zwany też Galaxy M Style. Urządzenie ma procesor taktowany 1 GHz. Największą zaletą Galaxy M jest 4.0" ekran Super AMOLED o rozdzielczości 480x800 (układ PenTile). Prócz tego, M340S wyposażono w 4 GB pamięci wbudowanej oraz dwa aparaty: tylny – 3 megapiksele, oraz przedni – VGA (kamerka do rozmów wideo). Telefon ma baterię 1650 mAh.

#### Galaxy W
(i8150, Wonder)
Model I8150 wyposażono w procesor 1.4 GHz, oraz ekran 3.7" typu LCD TFT o rozdzielczości 800x480 pikseli. Bateria o pojemności 1500 mAh ma starczyć na około 500 minut rozmów przez 3G. Galaxy W ma także aparat o rozdzielczości 5 Mpx oraz przednią kamerę 0.3 Mpx. Główny aparat pozwala na nagrywanie filmów 720p. System operacyjny zainstalowany w I8150 to Android 2.3 Gingerbread.

#### Galaxy R
(i9103, Royal)
Telefon pracuje na platformie NVidia Tegra 2, ma ekran 4.2" Super Clear LCD [480x800], aparat 5 megapikseli oraz 8 GB pamięci wewnętrznej. Telefon ma wbudowany system Android 2.3 Gingerbread.

#### Galaxy S
(i9000, Super)
I9000 posiada 4.0" ekran Super AMOLED o rozdzielczości 480x800 pikseli. Procesor to Samsung Exynos 3110 (S5PC110) o taktowaniu 1 GHz. Ma również 512 MB pamięci RAM, oraz 8 lub 16 GB pamięci wewnętrznej. I9000 pracuje na systemie Android 2.1-2.3.6. To urządzenie ma także procesor graficzny PowerVR SGX-540. Obsługuje standardy: Bluetooth 3.0, USB 2.0, Wi-Fi b/g/n. Aparat ma rozdzielczość 5 Mpx.

#### Galaxy S Plus
(i9001, Super Plus)
Model i9001 jest zmodyfikowaną wersją Galaxy S i9000. Nowa osłona i9001 ma procesor Qualcomm Snapdragon MSM8255T, taktowany 1.4 GHz, oraz lekko mniej wydajną grafikę Andreno 205. Telefon dostał także mocniejszą baterię 1650 mAh (zamiast 1500). Urządzenie ma 8 GB pamięci wewnętrznej i pracuje na systemie Android 2.3 Gingerbread.

#### Galaxy S Advance
(i9070, Super Advance)
Model i9070 to ulepszona wersja Galaxy S oraz tańsza wersja Galaxy S II. Samsung wyposażył ją w 4.0" ekran SuperAMOLED 480x800 pikseli, dwurdzeniowy procesor 1 GHz oraz 768 MB pamięci RAM. Galaxy S Advance ma również aparat 5 megapikseli, 8 lub 16 GB pamięci wbudowanej. Bateria to akumulator litowo-jonowy o pojemności 1500 mAh. Całość kontroluje system Android 2.3 (lub po aktualizacji 4.1.2)

#### Galaxy S II
(i9100, Super II)
I9100 oferuje dwurdzeniowy procesor taktowany 1.2 GHz, ekran SuperAMOLED Plus o rozdzielczości 480x800 pikseli. Ma także 1024 MB pamięci RAM i aparat 8 Mpx z lampą LED. Urządzenie pracuje na systemie operacyjnym Android 4.0 Ice Cream Sandwich. Galaxy S II obsługuje wiele standardów, na przykład: WiFi a/b/g/n, Bluetooth 3.0, czy USB. i9100 tak samo jak jego poprzednik ma plastikową obudowę, która sprawia jednak wrażenie bardziej wytrzymałej.

#### Galaxy S II LTE
(i9210, Super II LTE)
Model i9210 to nowsza i lepsza wersja i9100. Ma 4.5" ekran typu Super AMOLED Plus, o rozdzielczości 480x800, dwurdzeniowy procesor Qualcomm o taktowaniu 1.5 GHz, a także pojemniejszą baterię – 1850 mAh. Telefon obsługiwać będzie sieć 4G (LTE). Galaxy S II LTE cechować będzie inny design od tego, który charakteryzuje model Galaxy S II.
(zobacz też sekcję i9210 Galaxy S II LTE w artykule Samsung Galaxy S II).

#### Galaxy S II HD LTE
(i9230, Super II HD LTE)
Model HD LTE jest ulepszoną wersją smartfona i9210 Galaxy S II LTE. Od pierwowzoru różni się ekranem – w tym modelu jest to 4.65" HD Super AMOLED o rozdzielczości 1280x720 pikseli. Zmiany dosięgnęły także wyglądu telefonu. Z przodu urządzenie różni się minimalnie, a tył znacząco zmodyfikowano. Pozostałe parametry (w tym system Android 2.3.3) pozostały bez zmian.

#### Galaxy S III
(i9300, Super III)
„Designed for Humans and inspired by Nature” – tak brzmi hasło promujące model Galaxy S III, który wyposażono w 4.8" ekran HD SuperAMOLED (PenTile) o rozdzielczości 1280x720 pikseli, cztero-rdzeniowy procesor 1.4 GHz (Samsung Exynos 4 Quad). Ponadto Galaxy S III ma aparat 8 megapikseli i baterię 2100 mAh. Całość pracuje pod kontrolą systemu Android w wersji 4.0.4 Ice Cream Sandwich.

#### Galaxy S III Mini
Jest to mniejsza wersja sztandarowego modelu Samsunga – Galaxy S3. Od pierwowzoru różni się wieloma rzeczami: ma mniejszy ekran 4.0" SuperAMOLED (480x800 pikseli), dwurdzeniowy procesor 1,2 GHz (STE NovaThor) z grafiką Mali-400, czy baterią 1500mAh. Wyposażono go także w 5 megapikselowy aparat (filmy 720p) oraz w przednią kamerkę VGA. Całość zapakowana jest w bardzo podobną do Galaxy S III obudowę i pracuje pod kontrolą systemu Android 4.1 Jelly Bean.

#### Galaxy S5
Posiada on ekran o przekątnej 5,1 cala w rozdzielczości 1920x1080, 2GB pamięci RAM, procesor Qualcomm Snapdragon 801, akumulator o pojemności 2800mAh. Obsługuje LTE, NFC, sieć bezprzewodową w standardzie 802.11ac, Bluetooth 4.0, GPS. Posiada aparat o rozdzielczości 16 megapikseli z możliwością nagrywania filmów 4K. System operacyjny to Google Android 4.4.2 KitKat z możliwością zaktualizowania do 5.0 Lollipop.
Sprzedawany w wersji z 16GB lub 32GB pamięci wewnętrznej. W obu przypadkach dostępny jest port microSD.
Urządzenie jest wodoodporne (certyfikat IP67) i waży 145g.

### GT-B

#### Galaxy Pro
B7510 to urządzenie z klawiaturą QWERTY. Ma 2.8" ekran dotykowy, procesor taktowany 800 MHz (prawdopodobnie ten sam, co w Galaxy Ace). Urządzenie wyposażono w aparat o rozdzielczości 3 megapikseli z funkcją autofocus i łączność WiFi. Galaxy Pro pracuje pod kontrolą systemu Android 2.2 FroYo.

### GT-I

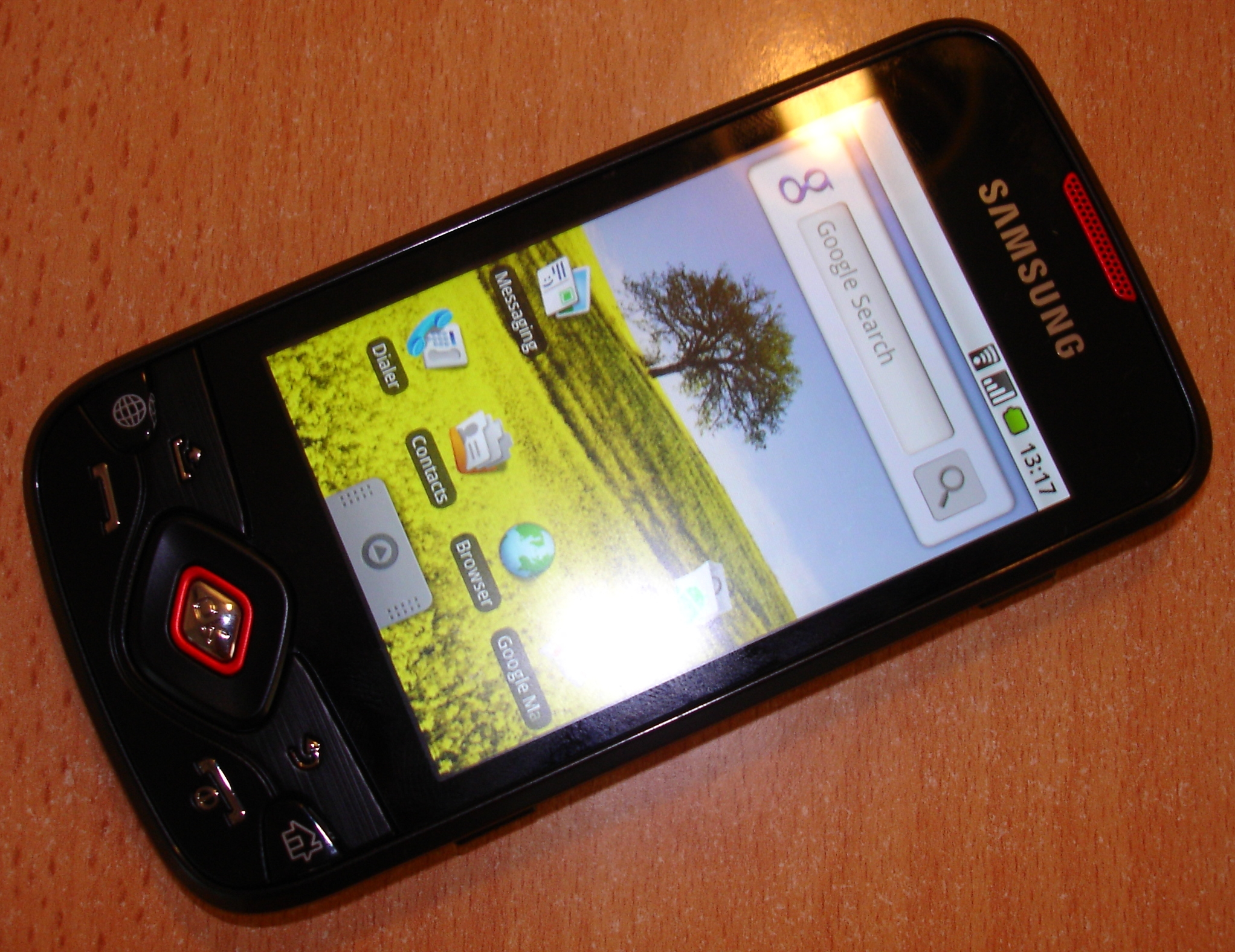
I5700 Galaxy Spica

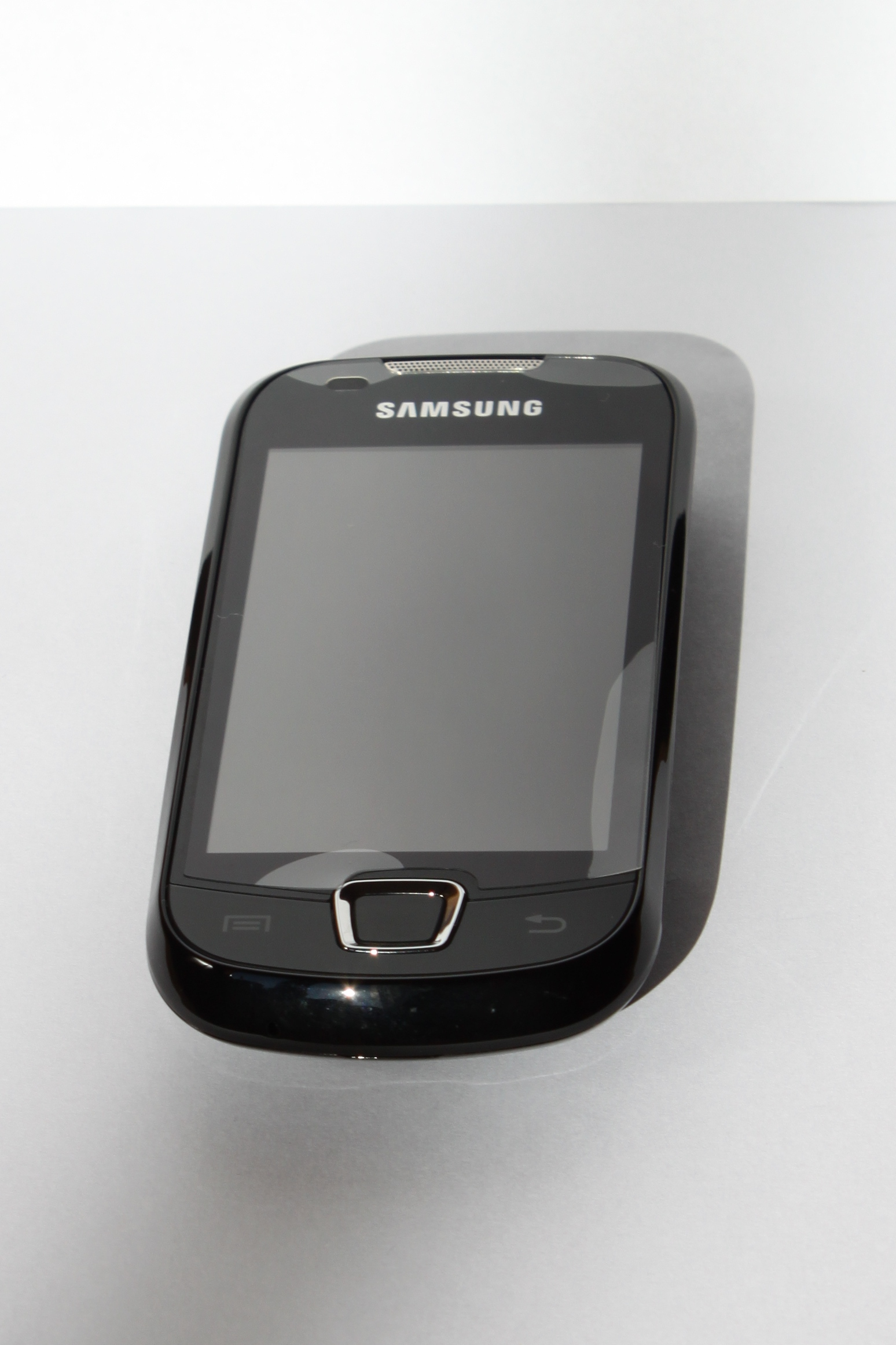
Model Galaxy 3 (i5800)

- I5500 – ma ekran 2.8", o rozdzielczości 240x320 pikseli. Procesor tego telefonu to ARM o taktowaniu 600 MHz.
- I5510 – telefon o ekranie 3.2" TFT i procesorze Qualcomm o taktowaniu 667 MHz; system operacyjny to Android 2.2 FroYo.
- I5700 – nowsza wersja i7500, zwana „Spica”. Miała taki sam ekran (tyle że LCD TFT), jednak wyposażono ją w inny procesor – Samsung, o taktowaniu 800 MHz.
- I5800 – następca modelu i5700. Wyposażony w ekran 3.2", o rozdzielczości 240x400 pikseli. Wyposażony został w 667 MHz procesor Samsung.
- I7500 – pierwszy model z tej serii; wyposażony był w 3.2" ekran AMOLED, o rozdzielczości 480x320 pikseli. Telefon ten ma procesor Qualcomm o taktowaniu 528 MHz.
- i8160 – następca Ace Plus. Ma m.in. dwurdzeniowy procesor taktowany zegarem 800 MHz, 768 MB RAM oraz ekran dotykowy 3.8" wykonany w technologii Super PLS.
- I8520 – o nazwie Beam. Ma procesor 800 MHz, ekran 3.7" SuperAMOLED o rozdzielczości 480x800 oraz wbudowany projektor (do 50", rozdzielczość WVGA).
- I9003 – ten model to tańsza wersja Galaxy S. Różni się on ekranem 4.0" SuperClear LCD oraz procesorem TI OMAP 3630 o taktowaniu 1000 MHz.
- I9101 – bliźniacze urządzenie i9100. Różni się procesorem (TI OMAP 1 GHz), grafiką (SGX-540), ekranem (4.3" Super LCD) i aparatem fotograficznym (5 megapikseli).
- I9220 – Galaxy Note. Cechuje go ekran 5.3" Super AMOLED HD, dwurdzeniowy procesor 1.4 GHz i aparat fotograficzny 8 Mpx.
- I9250 – zrobiony dla Google. Galaxy Nexus ma ekran 4.65" Super AMOLED HD, dwurdzeniowy procesor 1.2 GHz, a także aparat 5 Mpx.

#### Galaxy
I7500 to pierwszy telefon z serii. Ma ekran 3.2" w technologii AMOLED. Pamięć wewnętrzna tego modelu to 192MB. Procesor Qualcomm MSM7200a pracuje z częstotliwością 528 MHz. System operacyjny to Android 1.5 Cupcake, który można zaktualizować do wersji 1.6 Donut. Aparat Galaxy i7500 ma rozdzielczość 5 Mpx i wyposażony jest w lampę flash.

#### Galaxy Spica
I5700 Spica (wcześniej nazywany Lite) to nowsza wersja i7500. Ma ekran LCD TFT 3.2", o rozdzielczości 320x480 pikseli. I5700 pracuje pod kontrolą systemu Android 1.5, jednak w maju 2010 Samsung wydał uaktualnienie do wersji 2.1 Eclair. Procesor Galaxy Spica to Samsung S3C6410 o taktowaniu 800MHz. I5700 ma 256 MB pamięci RAM oraz 512 MB ROM. Aparat to standardowe 3.2 Mpx.

#### Galaxy 5
I5500 Europa (Galaxy 5, i5503) to telefon zaprezentowany w czerwcu 2010 roku. Ma mały ekran dotykowy (2.8"), o rozdzielczości 240x320 pikseli. Europa ma procesor o taktowaniu 600 MHz, oraz 170 MB pamięci wbudowanej. System operacyjny to Android 2.1 Eclair. Samsung ma udostępnić aktualizację do wersji 2.2 FroYo. Aparat ma rozdzielczość 2 milionów pikseli, bez lampy flash lub LED.

#### Galaxy 551
I5510 (znany także jako Galaxy 551) wyposażony został on 3.2" ekran dotykowy typu LCD TFT o rozdzielczości 400x240 pikseli. Aparat ma rozdzielczość 3.2 megapikseli. 551 ma także procesor o taktowaniu 667 MHz (0.667 GHz), oraz 160 MB pamięci wbudowanej. Telefon wyposażony jest w łączność Wi-Fi oraz sprzętową klawiaturę QWERTY.

#### Galaxy 3
I5800 ma ekran LCD o przekątnej 3.2" i rozdzielczości 240x400 pikseli. Procesor to Samsung S5P6422 o taktowaniu 667 MHz. Telefon ma 256 MB pamięci RAM. System to Android 2.1. Urządzenie obsługuje Bluetooth w wersji 3.0. Aparat ma rozdzielczość 3.2 miliona pikseli.

#### Galaxy Beam
I8520 cechuje projektor, który ma rozdzielczość 480x800 pikseli i może wyświetlać obraz wielkości od 5 do 50 cali. Ekran samego telefonu to 3.7" Super AMOLED, o rozdzielczości WVGA. Ma on aparat o rozdzielczości 8 milionów pikseli oraz procesor o taktowaniu 800 MHz. Beam pracuje pod kontrolą systemu Android 2.1.

#### Galaxy scl
I9003 scl (wcześniej SL) to młodsza wersja Galaxy S. Różni się między innymi procesorem TI OMAP 3630 o taktowaniu 1 GHz, oraz 4.0" ekranem SuperClear LCD. I9003 będzie dostępny tylko w wersji z 16 GB pamięci wewnętrznej.

#### I9101
Model i9101 to planowana tańsza wersja modelu i9100. Ma dwurdzeniowy procesor TI OMAP4, taktowany 1 GHz, grafikę SGX-540 (tę samą, co w Galaxy S i9000). Ekran to 4.3" Super LCD 480x800 pikseli. Zmieniony został także aparat – i9101 będzie mieć 5 Mpx. źródło

#### Galaxy Note
Note N7000 to smartfon z wyświetlaczem Super AMOLED HD 5,3" o rozdzielczości 1280x800 pikseli. Model ten wyposażony został w rysik zwany S-Pen, umożliwiający zarówno obsługę telefonu, jak i wykonywanie ręcznych notatek, rysunków oraz „wycinanie” fragmentów stron internetowych czy też plików graficznych, aby dołączyć je do notatki czy też wiadomości. Note oferuje dwurdzeniowy procesor taktowany 1.4 GHz i grafikę Mali 400 MP4, ma 1 GB RAM i aparat 8 MP z lampą LED.

#### Galaxy Nexus
Trzeci Nexus ma 4.65" ekran typu HD Super AMOLED (lub Super AMOLED HD) o rozdzielczości 1280x720 pikseli. Procesor to dwurdzeniowy TI OMAP 4460, taktowany 1.2 GHz. Grafika to PowerVR SGX-540. I9250 wyposażono w dwa aparaty – przedni 1.3 Mpx i tylny (główny), o rozdzielczości 5 Mpx, nagrywający filmy 1080p. System operacyjny to Android 4.1.1 Jelly Bean.

### GT-S
Pierwsze cztery modele (Mini, Gio, Fit, Ace) producent zaprezentował na targach MWC 2011.
- S5570 – zwany Galaxy Mini. Jest to mała wersja popularnego Galaxy S, oferująca m.in. 3.14" ekran dotykowy oraz procesor taktowany 600 MHz[7].
- S5660 – (Galaxy Gio) to niewielki telefon ze średniej półki cenowej. Ma ekran dotykowy 3.2", a ciekawostką jest moduł Wi-Fi[7].
- S5670 – jest to model Galaxy Fit. Ma trochę większy ekran (3.3") od S5660 Gio, jednak ma wolniejszy procesor. Jest on taktowany 600 MHz[7].
- S5690 – model Galaxy Xcover, cechujący się odpornością na niekorzystne warunki. Telefon wyposażono w 3.6" ekran, procesor 800 MHz czy aparat 3.2 megapiksela.
- S5830 – to najlepszy z czterech telefonów GT-S zaprezentowanych na MWC 2011. Ma 3.5" ekran dotykowy, i procesor o taktowaniu 800 MHz[7].
- S6500 – model Galaxy Mini 2, zaprezentowany w lutym 2012. Ma m.in. procesor 800 MHz, ekran 3.27", czy 4 GB pamięci wbudowanej.
- S7500 – ulepszona wersja modelu Ace, nazwana Galaxy Ace Plus. Różnice w wyglądzie względem oryginału są niewielkie.

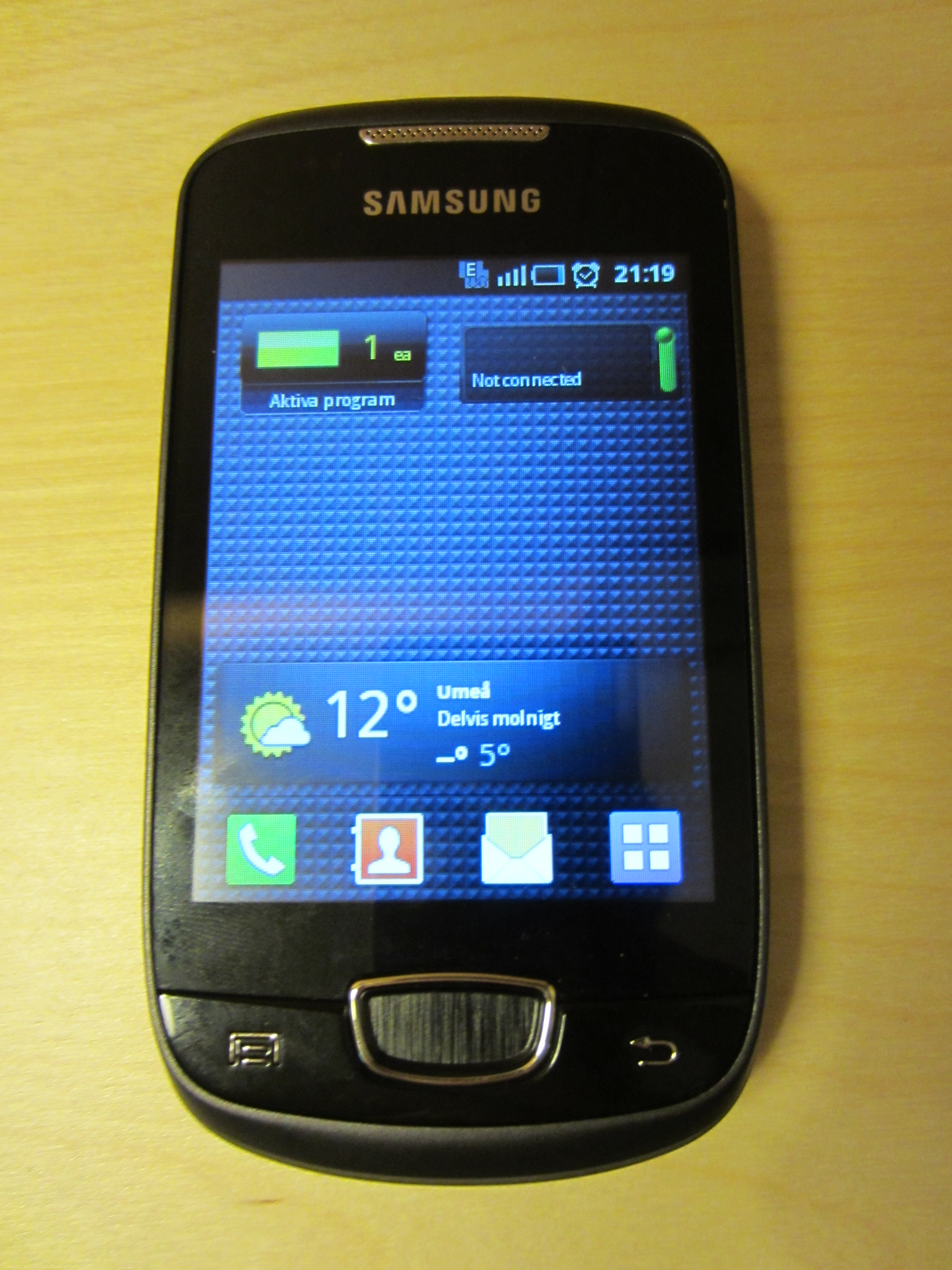
Model S5570 Galaxy Mini

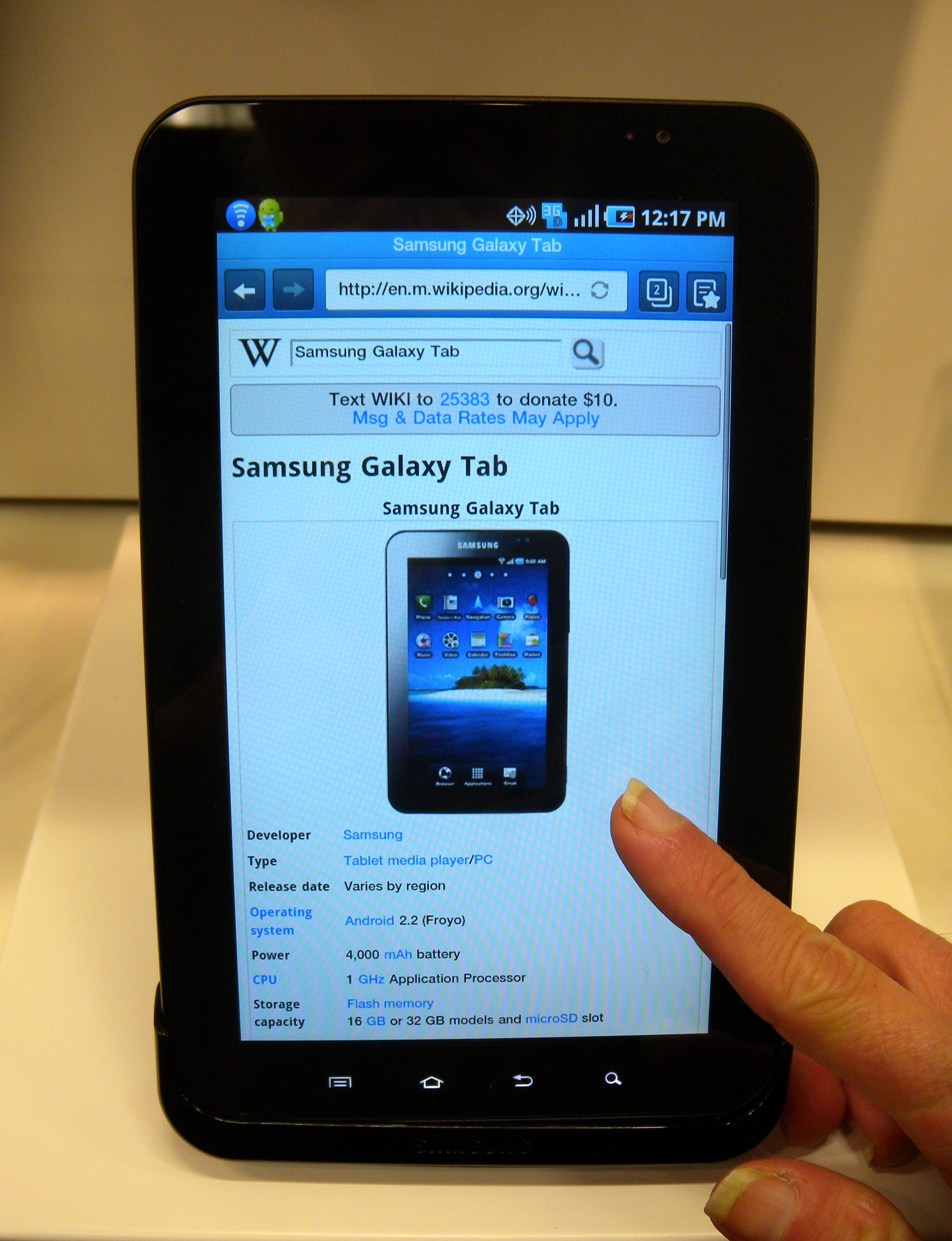
Galaxy Tab w wersji P1000.

#### Galaxy Mini
S5570 Mini to telefon o ekranie 3.14" o rozdzielczości QVGA (320x240) i procesorze o taktowaniu 600 MHz (0.6 GHz). Ma łączność Wi-Fi oraz czytnik dokumentów Microsoft Office. Telefon ma także Bluetooth 3.0, a działa pod kontrolą systemu Android 2.2.1 z nakładką Samsung TouchWiz.

#### Galaxy Gio
S5660, zwany Galaxy Gio, ma ekran dotykowy o wielkości 3.2" i rozdzielczości 320x480 pikseli. Wyposażony został w procesor taktowany 800 MHz, 160 MB pamięci wewnętrznej. Ma także łączność Bluetooth 2.1, WiFi b/g/n oraz USB 2.0. System operacyjny to Android 2.2 FroYo, z aktualizacją do 2.3.6 Gingerbread.

#### Galaxy Fit
Fit S5670 to smartfon z wyświetlaczem 3.31" o rozdzielczości 320x240 pikseli. Telefon ma także procesor z zegarem taktowanym 600 MHz, system Google Android 2.2 FroYo z nakładką TouchWiz. Galaxy Fit może komunikować się za pomocą WiFi o standardzie b, g lub n, Bluetooth w wersji 2.1, oraz USB, czy A-GPS. Ma także wbudowane gniazdo Jack 3.5 mm.

#### Galaxy Xcover
Model S5690 ma certyfikat IP67, co potwierdza, że telefon jest odporny na kurz i wodę. Samsung twierdzi, że usterki tego modelu nie spowoduje upadek na twarde podłoże. Producent wyposażył Galaxy Xcover w procesor 832 MHz, 150 megabajtów pamięci wbudowanej, baterię 1500mAh, czy aparat 3.2 megapiksela.

#### Galaxy Ace
Ace to najmocniejszy z czterech pierwszych modeli GT-S5xx0. Wyposażony został w ekran o wielkości takiej, jak w iPhone – 3.5", o rozdzielczości 320x480 pikseli. Sercem Galaxy Ace jest układ SoC Qualcomm MSM7227-1 z procesorem ARM taktowanym 800 MHz i grafiką Adreno 200. Pamięć urządzenia to 158 MB. Telefon ma aparat 5 Mpx i system Android 2.2 FroYo.

#### Galaxy Mini 2
Mini 2 to smartfon zaprezentowany w roku 2012. Ma procesor taktowany 800 MHz, ekran LCD TFT o przekątnej 3.27" i rozdzielczości 320x480 (HVGA), 4 GB pamięci wbudowanej oraz 512 MB pamięci RAM. Bateria modelu S6500 ma pojemność 1300mAh. Telefon ma aparat o rozdzielczości 3.2 megapiksela. Mini 2 pracuje pod kontrolą systemu Android 2.3.6 Gingerbread. Samsung pod koniec września 2012 roku zapowiedział wydanie aktualizacji do Android 4.1 Jelly Bean w krótkim czasie po Galaxy S III.

#### Galaxy Ace Plus
S7500 to ulepszona wersja modelu S5830. Od oryginału różni się ekranem większym o 0.15" (teraz jest 3.65"), procesorem 1 GHz, większą pamięcią (512 MB RAM oraz 3 GB pamięci wbudowanej). Rozdzielczość aparatu pozostała bez zmian – 5 megapikseli. Zmniejszyła się za to pojemność baterii. W tym modelu jest to 1300 mAh.

#### Galaxy Ace 2
Jest to następca modelu Ace S5830. Wyposażono go w dwurdzeniowy procesor taktowany 800 MHz, 768 MB pamięci RAM, 4 GB pamięci wbudowanej. Telefon ma również pojemniejszą baterię – 1500 mAh. Ekran w tym modelu to 3.8" LCD o rozdzielczości 480x800 pikseli. Aparat ma rozdzielczość 5 Mpx. Za jego pomocą możemy nagrać film w jakości 720p.
Fabrycznie instalowany system Android 2.3 Gingerbread, a obecnie (2017) po uaktualnieniu posiada Androida 4.1.2 Jelly Bean.

## Tablety
Galaxy to nie tylko telefony. W skład serii wchodzą również tablety:
- P1000 – zwany Galaxy Tab. Ma 7.0" ekran LCD, o rozdzielczości 1024x600 pikseli, oraz procesor ARM Cortex A8, o taktowaniu 1 GHz. Jest konkurentem iPada.
- Tab 10.1 – wyposażony w 10.1" ekran dotykowy LCD TFT, o rozdzielczości 1200x800 pikseli, oraz dwurdzeniowy procesor Cortex (na platformie Tegra 2).
- Tab 8.9 – urządzenie o 8.9" ekranie dotykowym LCD. Ma dwurdzeniowy procesor 1 GHz, a także aparat 3 Mpx.
- Tab 10.1 v.2 – odświeżona wersja Tab 10.1. Od poprzednika różni się mniejszymi wymiarami i wagą.
- Tab 2 7.7 – następca Galaxy Tab P1000. Wyposażony jest w ekran Super AMOLED Plus 7.7" o rozdzielczości 1280x800 pikseli i dwurdzeniowy procesor Exynos 1.4 GHz. źródło
- Note 10.1 – znacznie powiększona wersja modelu Galaxy Note. Od N7000 różni się większym ekranem – 10.1", czterordzeniowym procesorem Exynos 4412 o taktowaniu 1,4 GHz, dwoma gigabajtami pamięci RAM i aparatem 5 Mpx. Note 10.1 ma rysik S-Pen.

## Odtwarzacz
Player 50 – odtwarzacz MP4, o ekranie 3.2" i pamięci wewnętrznej 8 lub 16 GB. Urządzenie ma GPS, aparat 2 Mpx, oraz WiFi. Pracuje pod kontrolą systemu operacyjnego Android.

## Galeria urządzeń
Zdjęcia ułożone alfabetycznie nazwami urządzeń.

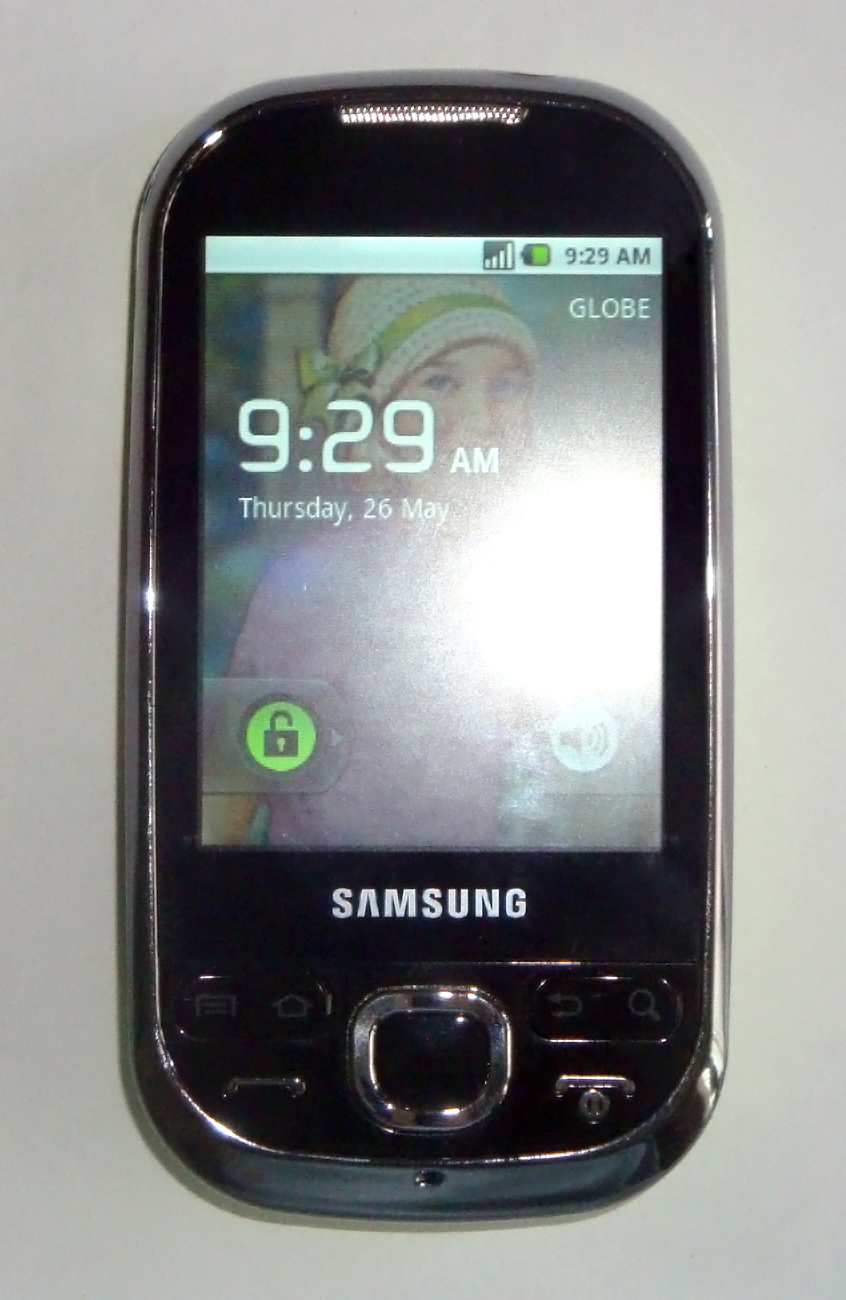
I5500 Galaxy Europa
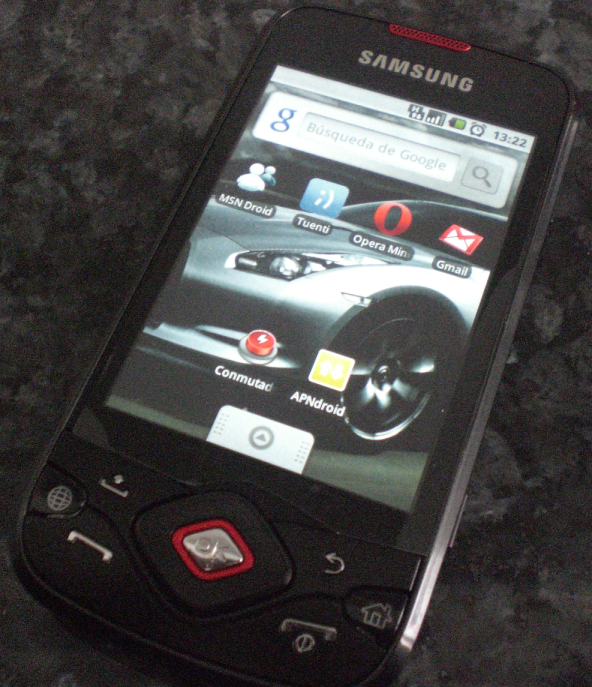
I5700 Galaxy Spica
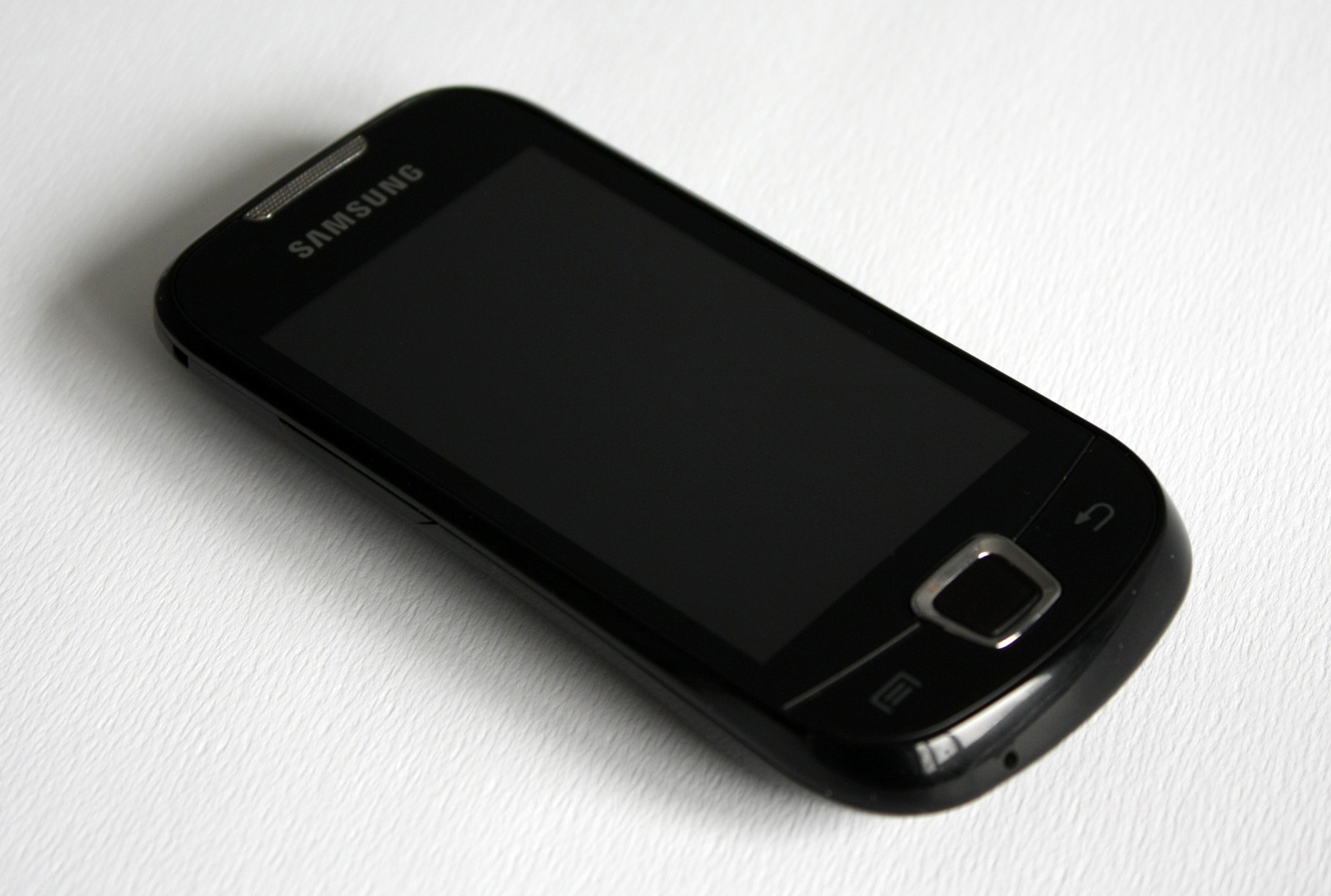
I5800 Galaxy Apollo
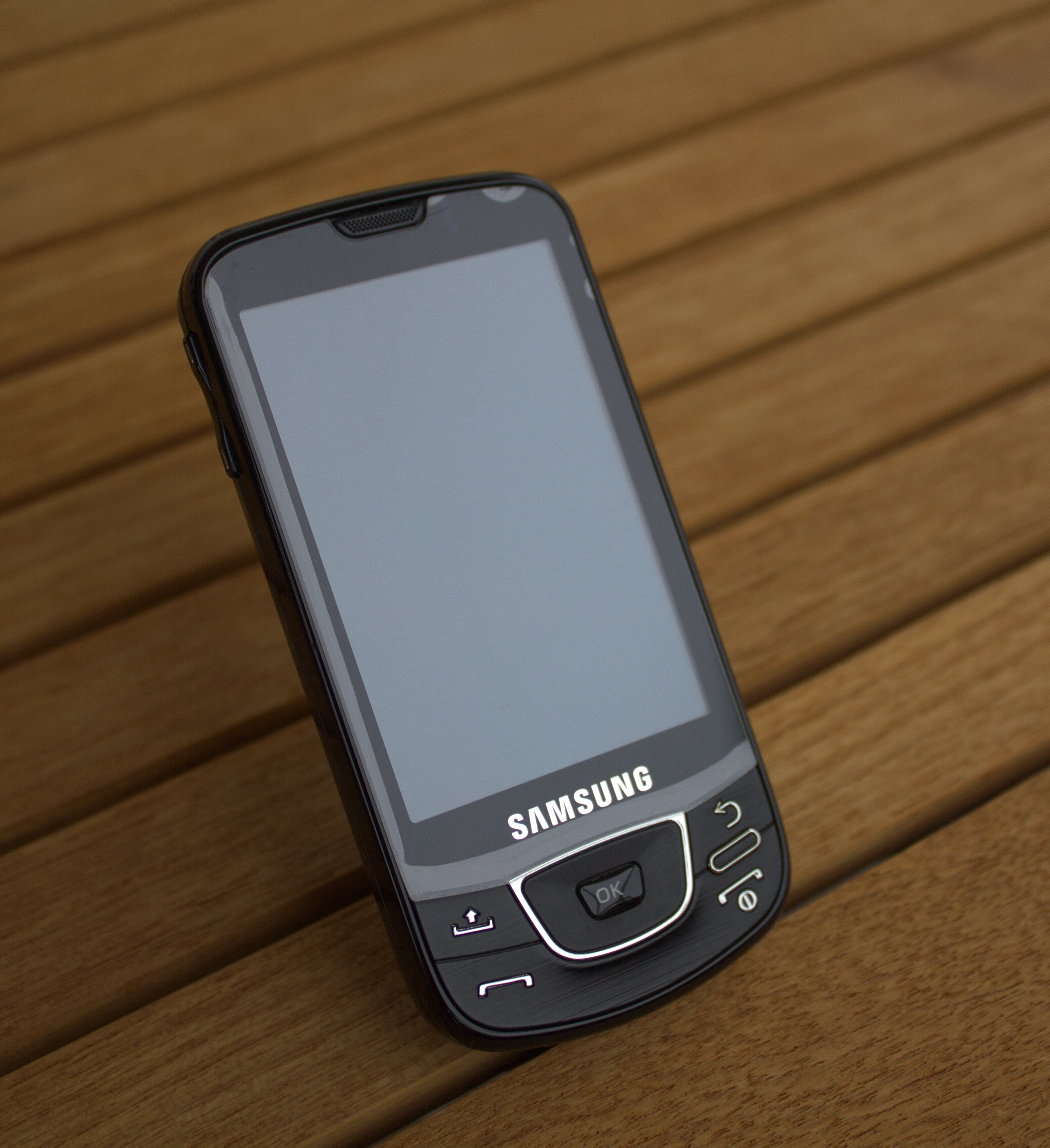
I7500 Galaxy
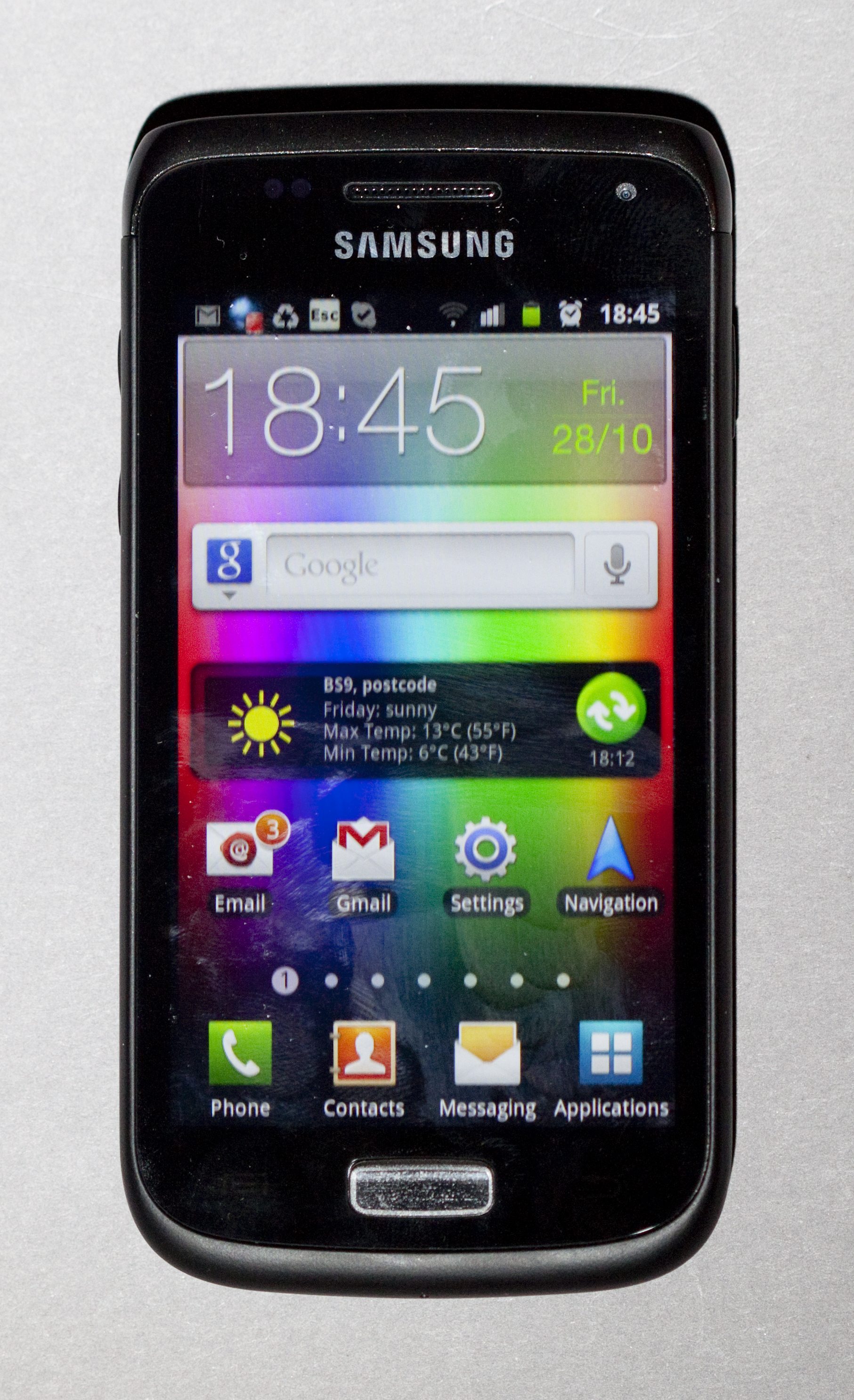
I8150 Galaxy W
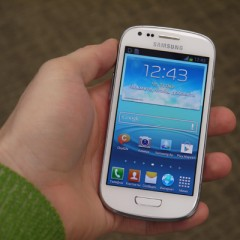
I8190 Galaxy S III Mini
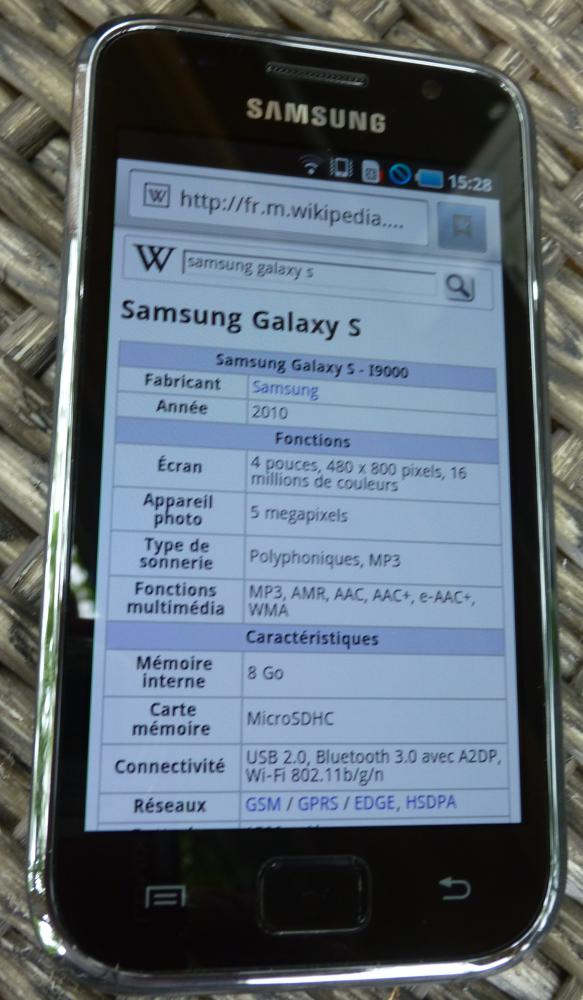
I9000 Galaxy S
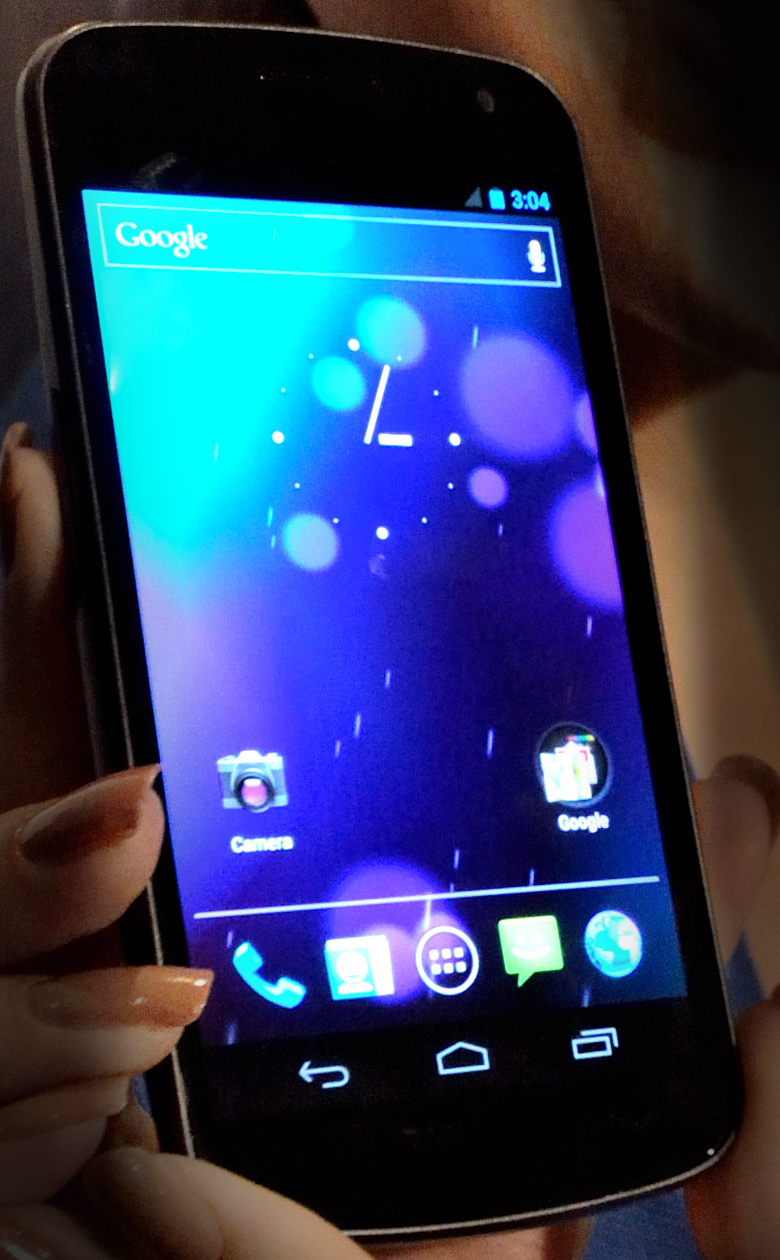
I9250 Galaxy Nexus
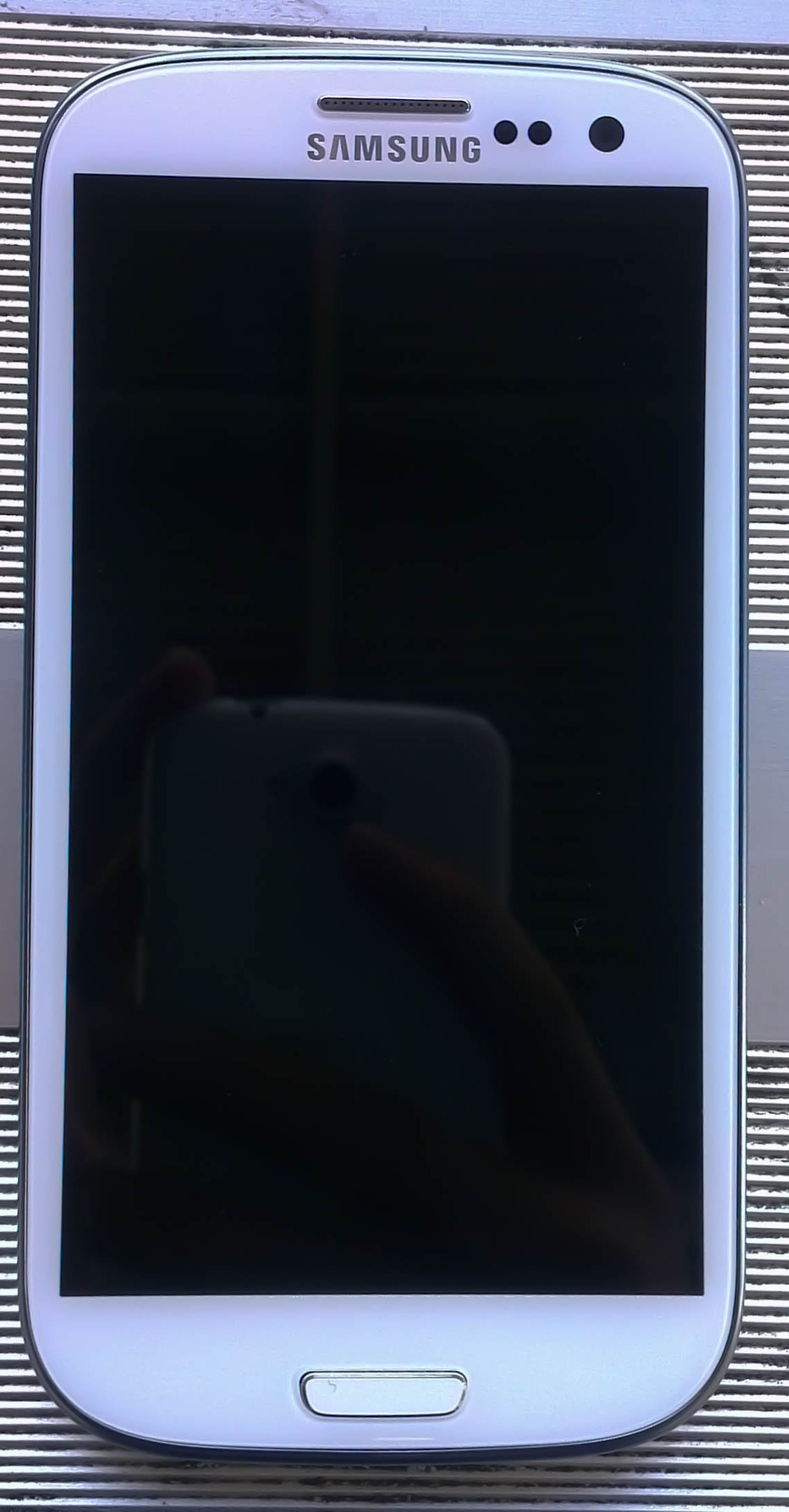
I9300 Galaxy S III
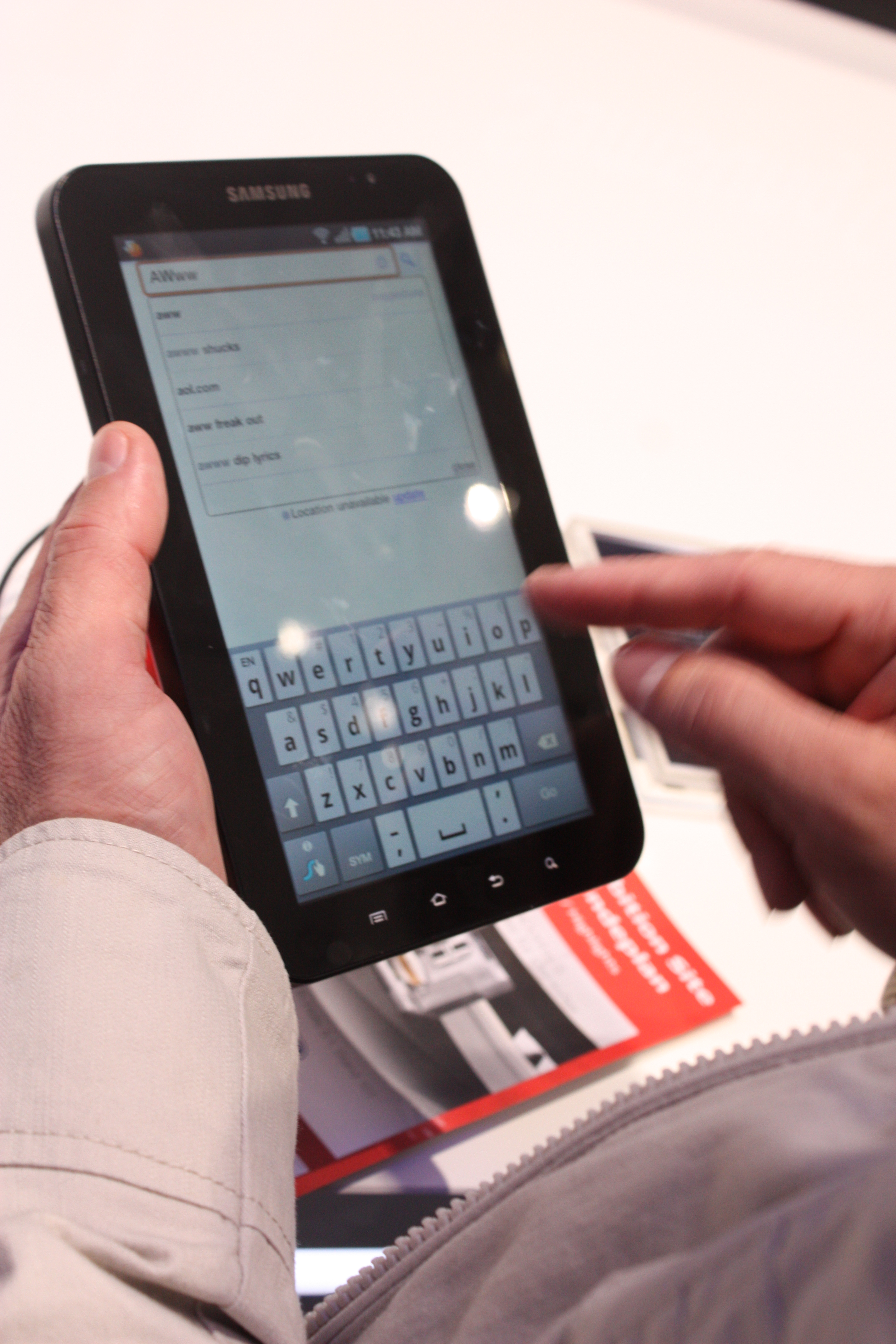
P1000 Galaxy Tab
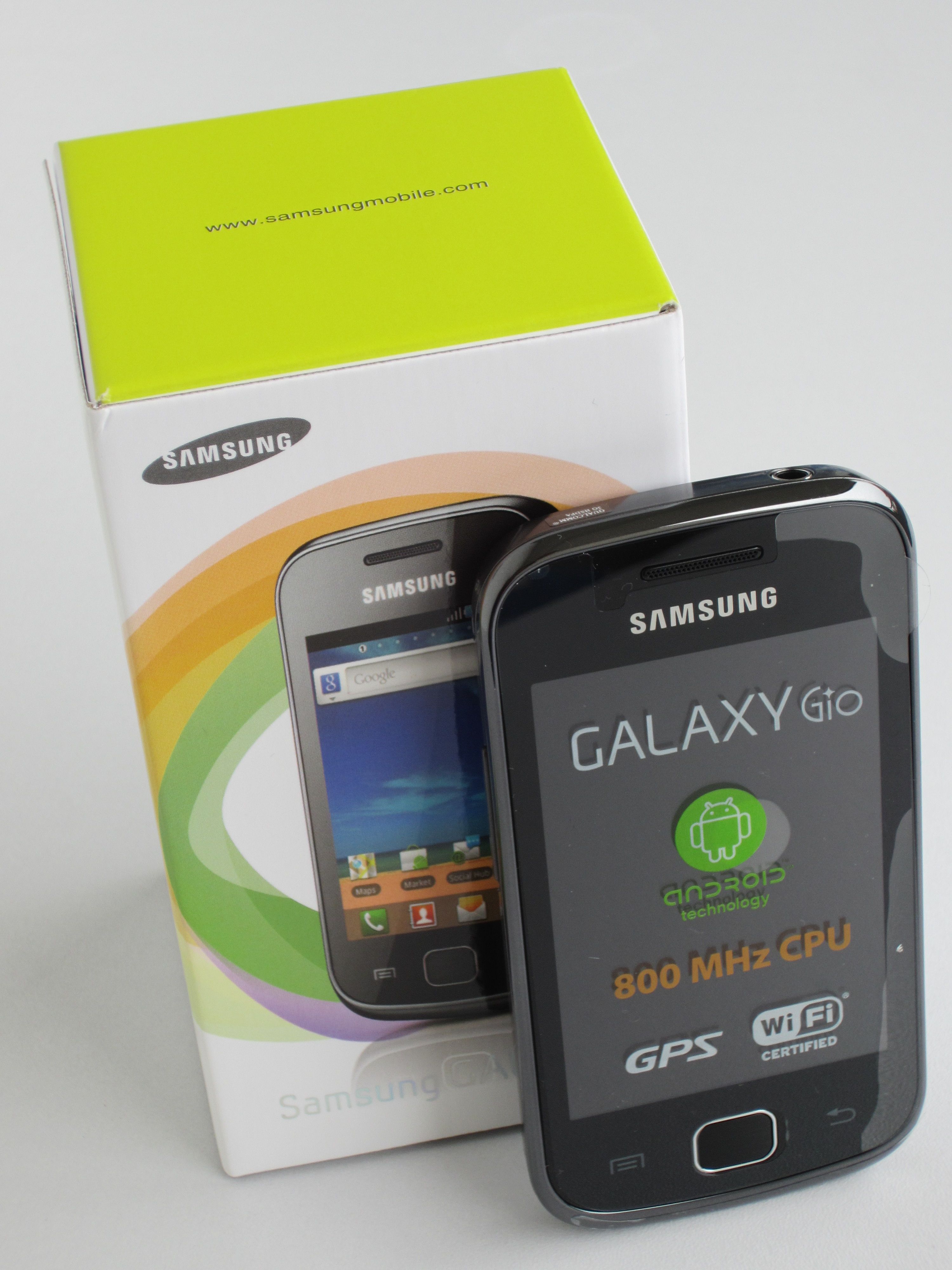
S5660 Galaxy Gio
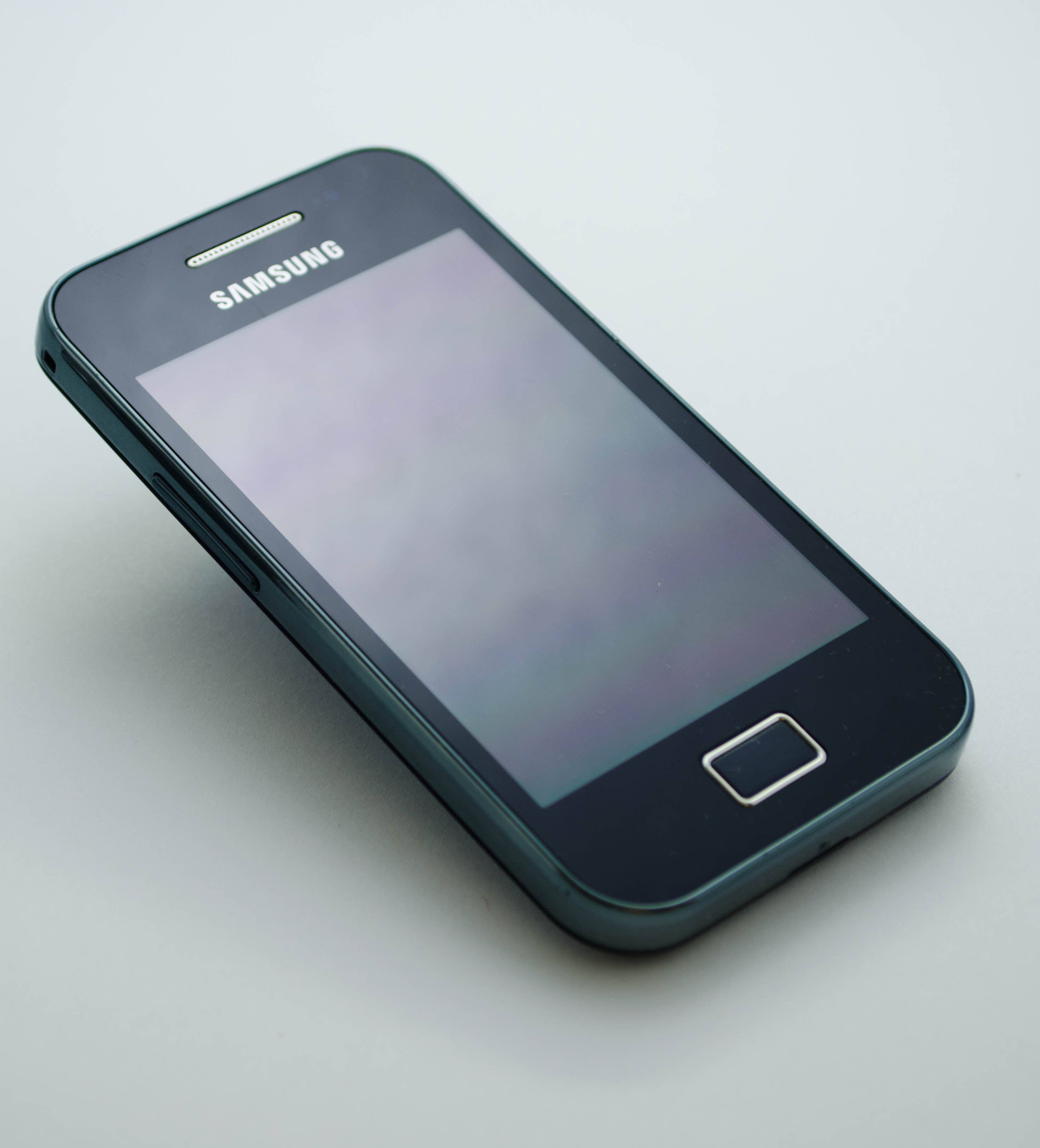
S5830 Galaxy Ace
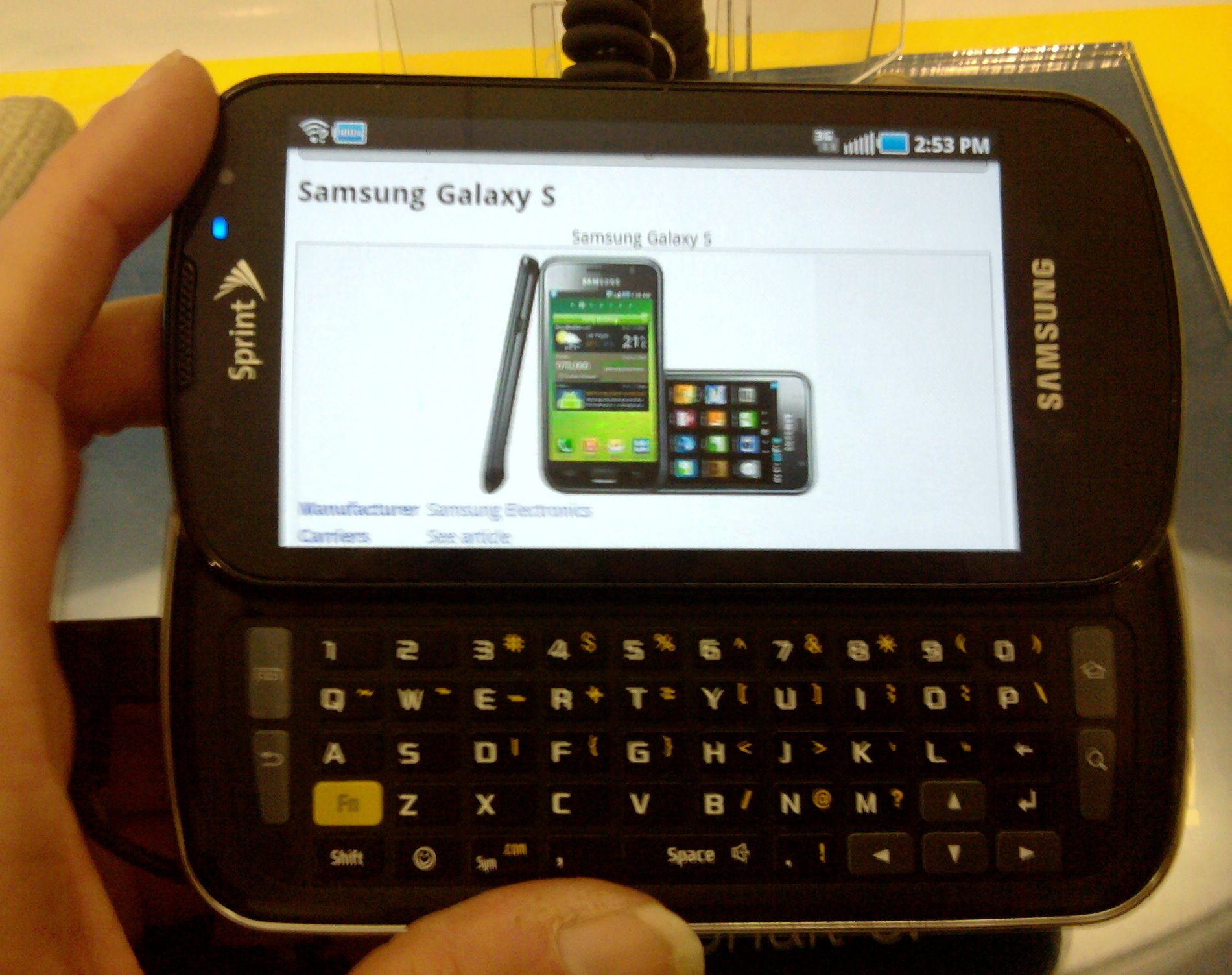
SPH-D700 Epic 4G

## Spór o patenty
Wyrok w Hadze

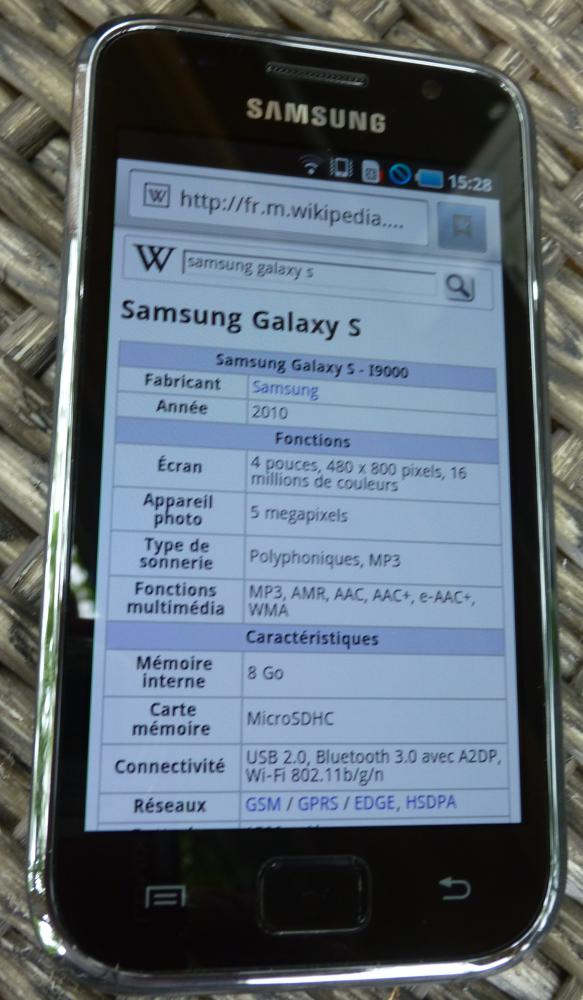
Pierwszy Samsung Galaxy S

25 sierpnia 2011 roku sąd w Hadze uznał, że niektóre ze smartfonów Galaxy łamią prawa patentowe firmy Apple. Z tego powodu holenderski oddział Samsunga nie może sprzedawać i rozsyłać do innych krajów trzech modeli telefonów – i9000 Galaxy S, i9100 Galaxy S II oraz S5830 Galaxy Ace. „Nadużyty” patent ma związek z przeglądaniem zdjęć – przeciąganie palcem kolejnych grafik. Przez zablokowanie Holandii, Samsung nie będzie mógł dostarczać tą drogą tych trzech telefonów do: Wielkiej Brytanii, Francji, Niemiec, Irlandii, Księstwa Liechtensteinu, Monako i Szwajcarii.